# Shaheed Davis
Shaheed Davis (Nacido el 14 de febrero de 1994 en Warren, Ohio) es un jugador de baloncesto estadounidense que pertenece a la plantilla del Anorthosis Famagusta de la Primera División de Baloncesto de Chipre. Con 2,06 metros de estatura, juega en la posición de ala-pívot.

## Trayectoria
Es un jugador que puede alternar las posiciones de alero y pívot formado en Polk State (2012-2013), Eastern Florida State College (2013-2014) y UCF Knights (2014-2016). Tras no ser drafteado en 2016, debutó como profesional en el Reino Unido en las filas de los Sheffield Sharks con los que jugó 4 partidos. En marzo de 2017 se incorporó al equipo búlgaro Akademik Bulteks 99 Plovdiv.
Tras jugar en Irak y en Macedonia del Norte, comienza la temporada 2017-18 en el SK Cherkasy Monkeys ucraniano, donde jugaría 30 partidos entre la temporada regular y los playoffs.
En el verano de 2018 se compromete con el Pallacanestro Cantù para disputar la Lega Basket Serie A durante la temporada 2018-19.
En la temporada 2019-20, se marcha a Japón para jugar en el Fukushima Firebonds de la B.League. En la temporada siguiente seguiría en Japón, pero en las filas del Kumamoto Volters de la B.League.
En 2021, regresa a Europa para jugar en el Hapoel Eilat B.C. de la Ligat Winner.
En la temporada 2021-2022, firma por el Alba Fehérvár de la liga húngara.
En la temporada 2022-23, firma por el Lavrio B.C. de la A1 Ethniki.
El 15 de diciembre de 2022, Davis firmó con los Tainan TSG GhostHawks de la T1 League.
En marzo de 2023 se unió al Anorthosis Famagusta para disputar los playoffs de la Primera División de Baloncesto de Chipre.